# Superliga de Turquía 2019-20
La temporada 2019-20 fue la 62.ª temporada de la Superliga de Turquía, la máxima categoría del fútbol profesional en Turquía. El torneo comenzó el 16 de agosto de 2019 y finalizó el 26 de julio de 2020.

## Ascensos y descensos
Bursaspor, BB Erzurumspor y Akhisar Belediyespor fueron relegados al final de la temporada 2018-19 después de terminar en los tres últimos lugares de la tabla de posiciones. Los equipos descendidos fueron reemplazados por el campeón de la TFF Primera División el Denizlispor, el subcampeón Gençlerbirliği y el ganador de la eliminatoria el Gazişehir Gaziantep.
| Pos. | Descendidos de la Superliga de Turquía 2018-19 |
| ---- | ---------------------------------------------- |
| 16.º | Bursaspor                                      |
| 17.º | Büyükşehir Belediye Erzurumspor                |
| 18.º | Akhisar Belediyespor                           |

| Pos.  | Ascendidos de la TFF Primera División 2018-19 |
| ----- | --------------------------------------------- |
| 1.º   | Denizlispor                                   |
| 2.º   | Gençlerbirliği                                |
| Prom. | Gazişehir Gaziantep                           |

## Clubes
| Club                | Ciudad                | Estadio                        | Aforo  |
| ------------------- | --------------------- | ------------------------------ | ------ |
| Ankaragücü          | Ankara                | Estadio Eryaman                | 20,071 |
| Alanyaspor          | Alanya                | Estadio Bahçeşehir Okulları    | 10,130 |
| Antalyaspor         | Antalya               | Antalya Arena                  | 33,032 |
| Beşiktaş            | Estambul (Beşiktaş)   | Vodafone Park                  | 42.000 |
| Rizespor            | Rize                  | Estadio Yeni Rize Şehir        | 15,485 |
| Denizlispor         | Denizli               | Estadio Denizli Atatürk        | 15,500 |
| Fenerbahçe          | Estambul (Kadıköy)    | Estadio Şükrü Saracoğlu        | 50.509 |
| Galatasaray         | Estambul (Şişli)      | Türk Telekom Arena             | 52.652 |
| Gazişehir Gaziantep | Gaziantep             | Gaziantep Arena                | 33,502 |
| Gençlerbirliği      | Ankara                | Estadio Eryaman                | 20,071 |
| Göztepe             | Esmirna               | Estadio İzmir Atatürk          | 45,500 |
| İstanbul Başakşehir | Estambul (Başakşehir) | Estadio Başakşehir Fatih Terim | 17,801 |
| Kasımpaşa           | Estambul (Beyoğlu)    | Estadio Recep Tayyip Erdoğan   | 14,234 |
| Kayserispor         | Kayseri               | Estadio Kadir Has              | 32,864 |
| Konyaspor           | Konya                 | Torku Arena                    | 42,276 |
| Sivasspor           | Sivas                 | Sivas Arena                    | 27,532 |
| Trabzonspor         | Trebisonda            | Estadio Şenol Güneş            | 41.900 |
| Yeni Malatyaspor    | Malatya               | Malatya Arena                  | 27,044 |

### Información de los equipos
| Equipo              | Entrenador      | Capitán            | Marca    | Patrocinador principal |
| ------------------- | --------------- | ------------------ | -------- | ---------------------- |
| Alanyaspor          | Erol Bulut      | Haydar Yılmaz      | Uhlsport | TAV Airports           |
| Ankaragücü          | Metin Diyadin   | Sedat Ağçay        | Nike     |                        |
| Antalyaspor         | Bülent Korkmaz  | Diego Ângelo       | Nike     | Regnum Carya           |
| Beşiktaş            | Abdullah Avcı   | Burak Yılmaz       | Adidas   | Vodafone               |
| Çaykur Rizespor     | İsmail Kartal   | Orhan Ovacıklı     | Nike     | Çaykur                 |
| Denizlispor         | Yücel İldiz     | Mehmet Akyüz       | Nike     | Yukatel                |
| Fenerbahçe          | Ersun Yanal     | Emre Belözoğlu     | Adidas   | Avis                   |
| Galatasaray         | Fatih Terim     | Selçuk İnan        | Nike     | Terra Pizza            |
| Gazişehir Gaziantep | Marius Șumudică | Günay Güvenç       | Nike     | Sanko                  |
| Gençlerbirliği      | Hamza Hamzaoğlu | Stéphane Sessègnon | Nike     |                        |
| Göztepe             | İlhan Palut     | Beto               | Puma     | Türkerler              |
| İstanbul Başakşehir | Okan Buruk      | Mahmut Tekdemir    | Macron   | Mall Of Istanbul       |
| Kasımpaşa           | Kemal Özdeş     | Ricardo Quaresma   | Nike     | Ciner Group            |
| Kayserispor         | Hikmet Karaman  | Umut Bulut         | Nike     | İstikbal               |
| Konyaspor           | Aykut Kocaman   | Ali Turan          | Lotto    | Spor Toto              |
| Sivasspor           | Rıza Çalımbay   | Ziya Erdal         | Adidas   | Demir İnşaat           |
| Trabzonspor         | Ünal Karaman    | José Sosa          | Macron   | Vestel                 |
| Yeni Malatyaspor    | Sergen Yalçın   | Murat Yıldırım     | Macron   | Medicana               |

## Tabla de posiciones
| Pos. | Equipo                  | Pts. | PJ | G  | E  | P  | GF | GC | Dif. | Clasificación o descenso                                                                                     |
| ---- | ----------------------- | ---- | -- | -- | -- | -- | -- | -- | ---- | --- |
| 1    | İstanbul Başakşehir (C) | 69   | 34 | 20 | 9  | 5  | 65 | 34 | +31  | Clasificado a fase de grupos de Liga de Campeones de la UEFA 2020–21                                         |
| 2    | Trabzonspor             | 65   | 34 | 18 | 11 | 5  | 76 | 42 | +34  | |
| 3    | Beşiktaş                | 62   | 34 | 19 | 5  | 10 | 59 | 40 | +19  | Clasificado a la segunda ronda clasificatoria Liga de Campeones de la UEFA 2020–21                           |
| 4    | Sivasspor               | 60   | 34 | 17 | 9  | 8  | 55 | 38 | +17  | Clasificado a la fase de grupos de la Liga Europa de la UEFA 2020-21                                         |
| 5    | Alanyaspor              | 57   | 34 | 16 | 9  | 9  | 61 | 37 | +24  | Clasificado a la tercera ronda clasificatoria de Liga Europa de la UEFA 2020-21                              |
| 6    | Galatasaray             | 56   | 34 | 15 | 11 | 8  | 55 | 37 | +18  | Clasificado a la segunda ronda clasificatoria de Liga Europa de la UEFA 2020-21                              |
| 7    | Fenerbahçe              | 53   | 34 | 15 | 8  | 11 | 58 | 46 | +12  | |
| 8    | Gaziantep               | 46   | 34 | 11 | 13 | 10 | 49 | 50 | −1   | |
| 9    | Antalyaspor             | 45   | 34 | 11 | 12 | 11 | 41 | 52 | −11  | |
| 10   | Kasımpaşa               | 43   | 34 | 12 | 7  | 15 | 53 | 58 | −5   | |
| 11   | Göztepe                 | 42   | 34 | 11 | 9  | 14 | 44 | 49 | −5   | |
| 12   | Gençlerbirliği          | 36   | 34 | 9  | 9  | 16 | 39 | 56 | −17  | |
| 13   | Konyaspor               | 36   | 34 | 8  | 12 | 14 | 36 | 52 | −16  | |
| 14   | Denizlispor             | 35   | 34 | 9  | 8  | 17 | 31 | 48 | −17  | |
| 15   | Çaykur Rizespor         | 35   | 34 | 10 | 5  | 19 | 38 | 57 | −19  | |
| 16   | Yeni Malatyaspor        | 32   | 34 | 8  | 8  | 18 | 44 | 51 | −7   | No hubo descenso a la TFF Primera División 2020-21 ya que los descensos fueron eliminado para esta temporada |
| 17   | Kayserispor             | 32   | 34 | 8  | 8  | 18 | 40 | 72 | −32  | No hubo descenso a la TFF Primera División 2020-21 ya que los descensos fueron eliminado para esta temporada |
| 18   | Ankaragücü              | 32   | 34 | 7  | 11 | 16 | 31 | 56 | −25  | No hubo descenso a la TFF Primera División 2020-21 ya que los descensos fueron eliminado para esta temporada |

 Fuente: Süper Lig, Soccerway
Criterios de clasificación: 1) Puntos; 2) Puntos entre sí; 3) Partidos ganados; 4) Diferencia goles; 5) Goles marcados.
Notas:
1. ↑  Excluido durante dos temporadas de las competiciones europeas por incumplimiento del Fair play financiero.[1]

### Resultados
| Local \ Visitante   | ALA | AGÜ | ANT | BJK | ÇYR | DEN | FNB | GAL | GFK | GEN | GÖZ | İBF | KAS | KAY | KON | SİV | TRA | YMS |
| ------------------- | --- | --- | --- | --- | --- | --- | --- | --- | --- | --- | --- | --- | --- | --- | --- | --- | --- | --- |
| Alanyaspor          | —   | 5–0 | 0–0 | 1–2 | 5–2 | 1–0 | 3–1 | 4–1 | 1–0 | 0–1 | 0–1 | 0–0 | 4–1 | 5–1 | 2–1 | 1–1 | 2–2 | 2–1 |
| Ankaragücü          | 1–4 | —   | 0–1 | 0–0 | 2–1 | 2–2 | 2–1 | 1–0 | 1–2 | 2–1 | 1–3 | 1–2 | 1–1 | 1–1 | 0–1 | 0–3 | 0–3 | 0–4 |
| Antalyaspor         | 1–0 | 2–2 | —   | 1–2 | 3–1 | 0–2 | 2–2 | 2–2 | 1–1 | 0–6 | 0–3 | 0–2 | 3–1 | 2–2 | 0–0 | 1–0 | 1–3 | 3–0 |
| Beşiktaş            | 2–0 | 2–1 | 1–2 | —   | 1–1 | 1–0 | 2–0 | 1–0 | 3–0 | 4–1 | 3–0 | 1–1 | 3–2 | 4–1 | 3–0 | 1–2 | 2–2 | 0–2 |
| Çaykur Rizespor     | 1–1 | 2–0 | 1–0 | 1–2 | —   | 2–2 | 1–2 | 2–0 | 1–2 | 2–0 | 0–0 | 1–2 | 0–3 | 3–2 | 3–1 | 2–1 | 1–2 | 3–0 |
| Denizlispor         | 1–5 | 0–1 | 0–3 | 1–5 | 2–0 | —   | 1–2 | 2–0 | 0–1 | 1–0 | 1–1 | 1–1 | 0–1 | 0–1 | 0–1 | 0–2 | 2–1 | 2–0 |
| Fenerbahçe          | 1–1 | 2–1 | 0–1 | 3–1 | 3–1 | 2–2 | —   | 1–3 | 5–0 | 5–2 | 2–1 | 2–0 | 3–2 | 2–1 | 5–1 | 1–2 | 1–1 | 3–2 |
| Galatasaray         | 1–0 | 2–2 | 5–0 | 0–0 | 2–0 | 2–1 | 0–0 | —   | 3–3 | 3–0 | 3–1 | 0–1 | 1–0 | 4–1 | 1–1 | 3–2 | 1–3 | 1–0 |
| Gaziantep           | 1–1 | 1–1 | 1–1 | 3–2 | 2–0 | 1–2 | 0–2 | 0–2 | —   | 4–1 | 1–1 | 1–2 | 2–2 | 3–0 | 3–1 | 5–1 | 1–1 | 1–1 |
| Gençlerbirliği      | 1–1 | 1–0 | 1–1 | 0–3 | 0–1 | 0–2 | 1–1 | 0–0 | 1–0 | —   | 3–1 | 1–2 | 0–2 | 2–1 | 2–1 | 2–2 | 0–2 | 3–3 |
| Göztepe             | 3–3 | 2–2 | 0–1 | 2–1 | 2–0 | 0–0 | 2–2 | 2–1 | 1–1 | 1–3 | —   | 0–3 | 1–4 | 4–0 | 1–0 | 3–1 | 1–3 | 1–1 |
| İstanbul Başakşehir | 2–0 | 2–1 | 2–0 | 1–0 | 5–0 | 2–0 | 1–2 | 1–1 | 3–1 | 3–1 | 2–1 | —   | 5–1 | 1–0 | 1–1 | 1–1 | 2–2 | 4–1 |
| Kasımpaşa           | 1–2 | 0–1 | 3–0 | 2–3 | 2–0 | 2–0 | 2–0 | 0–3 | 3–4 | 1–2 | 2–0 | 3–2 | —   | 5–1 | 1–4 | 0–0 | 1–1 | 2–2 |
| Kayserispor         | 0–1 | 1–1 | 2–2 | 3–1 | 1–0 | 1–1 | 1–0 | 2–3 | 1–1 | 2–0 | 1–0 | 1–4 | 1–1 | —   | 2–2 | 1–4 | 1–2 | 2–1 |
| Konyaspor           | 2–3 | 0–0 | 2–2 | 0–1 | 1–0 | 0–0 | 1–0 | 0–3 | 0–0 | 1–1 | 1–3 | 4–3 | 0–0 | 2–1 | —   | 2–2 | 0–1 | 0–2 |
| Sivasspor           | 1–0 | 3–1 | 2–1 | 3–0 | 1–1 | 1–0 | 3–1 | 2–2 | 1–1 | 2–0 | 1–0 | 1–1 | 2–0 | 0–2 | 2–0 | —   | 2–1 | 0–1 |
| Trabzonspor         | 1–0 | 1–1 | 2–2 | 4–1 | 5–2 | 1–2 | 2–1 | 1–1 | 4–1 | 2–2 | 0–1 | 1–1 | 6–0 | 6–2 | 3–4 | 2–1 | —   | 2–1 |
| Yeni Malatyaspor    | 2–3 | 0–1 | 1–2 | 0–1 | 0–2 | 5–1 | 0–0 | 1–1 | 0–1 | 0–0 | 2–1 | 3–0 | 1–2 | 4–0 | 1–1 | 1–3 | 1–3 | —   |

## Estadísticas jugadores

### Goleadores
- «Süper Lig Top Goalscorers». TFF.

| Pos. | Jugador           | Equipo              | Goles |
| ---- | ----------------- | ------------------- | ----- |
| 1    | Alexander Sørloth | Trabzonspor         | 12    |
| 1    | Papiss Cissé      | Alanyaspor          | 12    |
| 3    | Bogdan Stancu     | Gençlerbirliği      | 11    |
| 4    | Adis Jahović      | Yeni Malatyaspor    | 10    |
| 4    | Vedat Muriqi      | Fenerbahçe          | 10    |
| 6    | Enzo Crivelli     | İstanbul Başakşehir | 8     |
| 6    | Olarenwaju Kayode | Gaziantep           | 8     |
| 8    | Mustapha Yatabaré | Sivasspor           | 7     |
| 9    | Emre Kılınç       | Sivasspor           | 6     |
| 9    | Giovanni Sio      | Gençlerbirliği      | 6     |
| 9    | Thievy Bifouma    | Yeni Malatyaspor    | 6     |
| 12   | Burak Yılmaz      | Beşiktaş            | 5     |
| 12   | Farouk Miya       | Konyaspor           | 5     |
| 12   | Patrick Twumasi   | Gaziantep           | 5     |

### Asistencias
Fuente:NTV Spor
| Pos. | Jugador                 | Equipo              | Asistencias |
| ---- | ----------------------- | ------------------- | ----------- |
| 1    | Caner Erkin             | Beşiktaş            | 8           |
| 1    | Edin Višća              | İstanbul Başakşehir | 8           |
| 3    | Guilherme Costa Marques | Yeni Malatyaspor    | 6           |
| 4    | Max Kruse               | Fenerbahçe          | 5           |
| 4    | Ömer Bayram             | Galatasaray         | 5           |
| 4    | Júnior Fernándes        | Alanyaspor          | 5           |
| 4    | Adem Ljajić             | Beşiktaş            | 5           |
| 4    | Haris Hajradinović      | Kasımpaşa           | 5           |
| 4    | Ismaïl Aissati          | Denizlispor         | 5           |

## TFF Primera División
La TFF Primera División es la segunda categoría del fútbol en Turquía, el campeón y subcampeón ascienden directamente a la Superliga, mientras el tercer ascenso es para el vencedor de los playoffs en los que participan los clubes clasificados entre el tercer y sexto puesto.
| Pos. | Equipo               | Pts. | PJ | G  | E  | P  | GF | GC | Dif. | Clasificación o descenso                |
| ---- | -------------------- | ---- | -- | -- | -- | -- | -- | -- | ---- | --------------------------------------- |
| 1    | Hatayspor (C)        | 66   | 34 | 19 | 9  | 6  | 48 | 28 | +20  | Asciende a Superliga de Turquía 2020-21 |
| 2    | BB Erzurumspor       | 62   | 34 | 18 | 8  | 8  | 42 | 26 | +16  | Asciende a Superliga de Turquía 2020-21 |
| 3    | Adana Demirspor      | 61   | 34 | 17 | 10 | 7  | 71 | 43 | +28  | Clasificados a playoffs                 |
| 4    | Akhisar Belediyespor | 57   | 34 | 16 | 9  | 9  | 46 | 39 | +7   | Clasificados a playoffs                 |
| 5    | Fatih Karagümrük     | 56   | 34 | 15 | 11 | 8  | 50 | 39 | +11  | Clasificados a playoffs                 |
| 6    | Bursaspor            | 56   | 34 | 17 | 8  | 9  | 49 | 31 | +18  | Clasificados a playoffs                 |
| 7    | Altay                | 54   | 34 | 14 | 12 | 8  | 48 | 37 | +11  |                                         |
| 8    | Keçiörengücü         | 50   | 34 | 13 | 11 | 10 | 33 | 28 | +5   |                                         |
| 9    | Ümraniyespor         | 44   | 34 | 12 | 8  | 14 | 48 | 51 | −3   |                                         |
| 10   | Menemenspor          | 44   | 34 | 11 | 11 | 12 | 42 | 46 | −4   |                                         |
| 11   | Giresunspor          | 44   | 34 | 12 | 8  | 14 | 39 | 47 | −8   |                                         |
| 12   | İstanbulspor         | 40   | 34 | 9  | 13 | 12 | 45 | 43 | +2   |                                         |
| 13   | Balıkesirspor        | 38   | 34 | 9  | 11 | 14 | 36 | 48 | −12  |                                         |
| 14   | Altınordu            | 37   | 34 | 8  | 13 | 13 | 37 | 44 | −7   |                                         |
| 15   | Boluspor             | 33   | 34 | 6  | 15 | 13 | 30 | 41 | −11  |                                         |
| 16   | Osmanlıspor          | 30   | 34 | 8  | 9  | 17 | 41 | 56 | −15  | Descenso a la TFF Segunda División      |
| 17   | Adanaspor            | 21   | 34 | 3  | 12 | 19 | 30 | 55 | −25  | Descenso a la TFF Segunda División      |
| 18   | Eskişehirspor        | 18   | 34 | 7  | 6  | 21 | 34 | 60 | −26  | Descenso a la TFF Segunda División      |

 Fuente: tff.org
Criterios de clasificación: 1) Puntos 2) Puntos entre sí 3) Diferencia de gol 4) Goles marcados.
Notas:
1. 1 2  Se le restaron 3 puntos
2. ↑  Se le restaron 9 puntos